# Mesogona olivata
Mesogona olivata är en fjärilsart som beskrevs av Harvey 1874. Mesogona olivata ingår i släktet Mesogona och familjen nattflyn. Inga underarter finns listade i Catalogue of Life.